# Polaris Csillagvizsgáló
A Polaris Csillagvizsgáló a magyar amatőrcsillagászati mozgalom központja, a Magyar Csillagászati Egyesület székhelye.

## Története

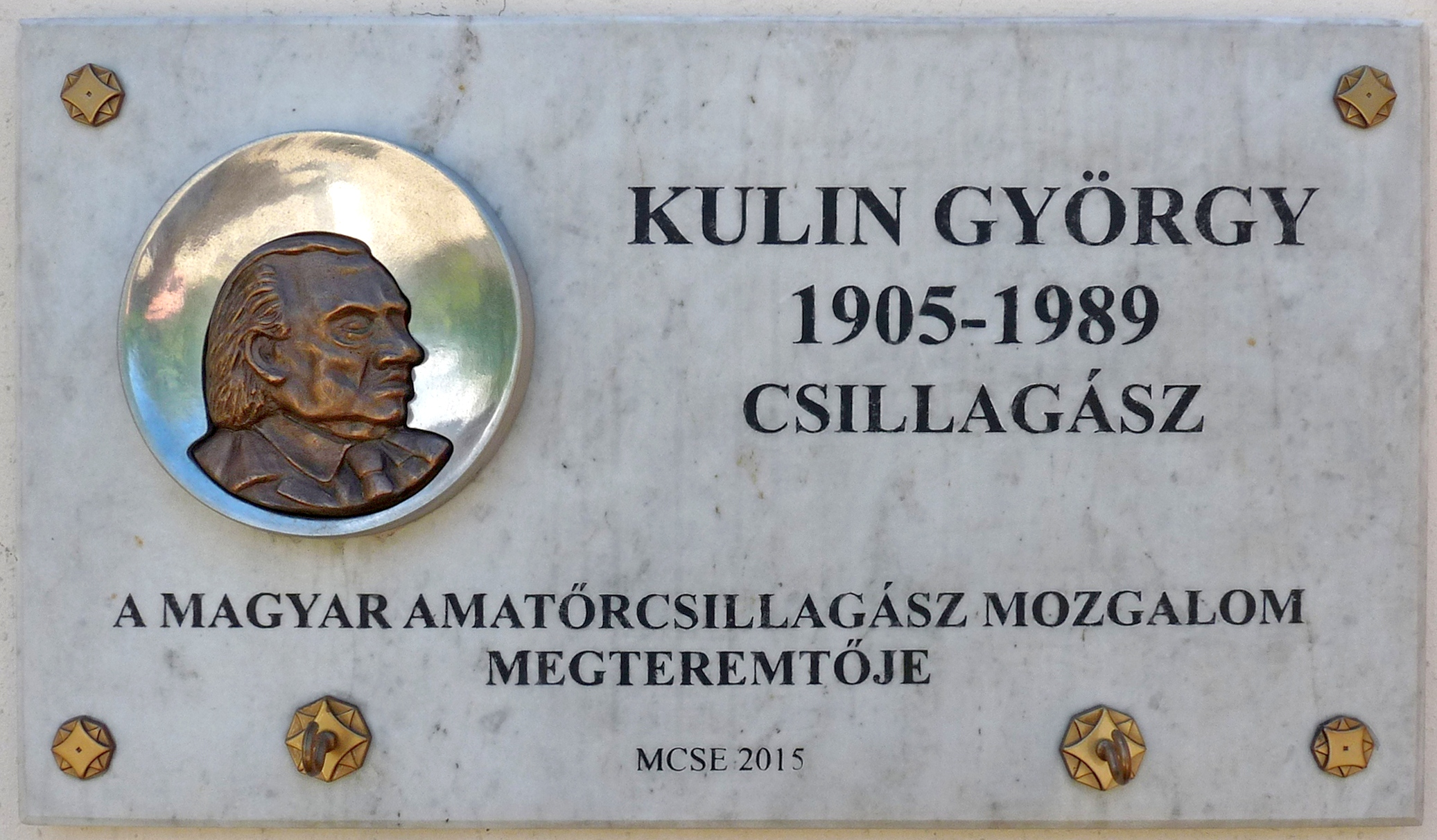
Az épületen felavatott emléktábla Kulin György emlékére

Az épület 1979-ben nyitotta meg kapuit Gellért András és Habina József jóvoltából. Már ekkor a Sarkcsillag nevét viselte. Az intézményt 2001 januárjától kezeli Magyar Csillagászati Egyesület, hazánk legnagyobb csillagászati szervezete. Az MCSE-t Dr. Kulin György alapította 1946-ban, akinek élete, munkássága, szellemisége a mai napig is meghatározó a csillagászati ismeretterjesztéssel és megfigyelőmunkával foglalkozók körében.

## Műszerpark

### A 20 cm-esrefraktor
A kupolában helyet kapó lencsés távcső a hazai amatőrcsillagászok összefogásának köszönhetően jött létre. Kiválóan alkalmas a Hold, a bolygók, a kettőscsillagok, valamint a Nap észlelésére, a 2003-as nagy Mars-közelség alkalmával pedig több ezren láthatták vele a vörös bolygót.

### Dobson-távcsövek

#### 20 cm-es Dobson
A SkyWatcher 200/1000-es Dobson a legrégebbi ilyen távcsöve a Polarisnak, 2001 elejétől használják.

#### 25 cm-es Dobson
A GSO 250/1250-es Dobson 2003 óta a távcsőpark tagja. Ez a távcső már a budapesti fényszennyezett éjszakában is képes fényesebb mélyégobjektumokat megmutatni.

### A Schmidt-Cassegrain távcső
A csillagvizsgáló legnagyobb, 28 cm-es távcsöve 2006 óta van használatban. 2008-ban indultak be a műszerrel a rendszeres kisbolygó- és üstökösmegfigyelések.

## Kapcsolódó lapok
- Magyarországi csillagvizsgálók listája